# Cis picturatus
Cis picturatus là một loài bọ cánh cứng trong họ Ciidae. Loài này được Broun miêu tả khoa học năm 1886.